# Lijst van beschermd erfgoed in de gemeente Esch-sur-Sûre
In deze lijst van beschermd erfgoed in de gemeente Esch-sur-Sûre zijn alle geclassificeerde nationale monumenten van de Luxemburgse gemeente Esch-sur-Sûre opgenomen.

## Monumenten per plaats

### Esch-sur-Sûre
| Object                                                                                           | Bouwjaar/architect | Locatie            | Datum beschermd?      | Coördinaten | Afbeelding |
| ------------------------------------------------------------------------------------------------ | ------------------ | ------------------ | --------------------- | ----------- | ---------- |
| De poort die toegang geeft tot de binnenplaats van het huis Flesch                               |                    | rue Untergasse     | 14 augustus 1936 (MN) |             |            |
| Begraafplaats Esch-sur-Sûre met zijn kapel, laan naar de oude lindebomen en de terreinen erlangs |                    |                    | 8 augustus 1955 (MN)  |             |            |
| Orgel van de kerk van Esch-sur-Sûre, gebouwd door de broeders Muller de Reifferscheid            | 1901               |                    | 7 december 2001 (MN)  |             |            |
| Gebouw                                                                                           |                    | rue de la Poste 10 | 12 november 2010 (MN) |             |            |

### Heiderscheid
| Object                                             | Bouwjaar/architect | Locatie                             | Datum beschermd?       | Coördinaten | Afbeelding |
| -------------------------------------------------- | ------------------ | ----------------------------------- | ---------------------- | ----------- | ---------- |
| Gebouwen                                           |                    | Kiirfechtswee en an der Gaass 8     | 26 september 2008 (MN) |             |            |
| De boerderij met de aanbouw en aangrenzende plaats |                    | rue de l'Eglise 13 (an der Gaass 5) | 8 december 1998 (IS)   |             |            |

### Heiderscheidergrund
| Object           | Bouwjaar/architect | Locatie | Datum beschermd? | Coördinaten | Afbeelding |
| ---------------- | ------------------ | ------- | ---------------- | ----------- | ---------- |
| Octogonale kapel |                    |         | 5 juli 1991 (MN) |             |            |

## Bron
- Liste des immeubles et objets classés monuments nationaux ou inscrits à l'inventaire supplémentaire